# 이와이 란
이와이 란(일본어: 岩井 蘭, 2002년 3월 29일 ~ )는 일본의 여자 축구 선수이다.

## 국가대표팀 경력
그녀는 2018년 FIFA U-17 여자 월드컵에 참가할 일본 U-17 국가대표팀에 발탁되었으며, 1경기에 출전했다.